# Эрдман, Отто Линне
Отто Линн Эрдман (Otto Linné Erdmann, 11 апреля 1804 — 9 октября 1869) — немецкий химик, профессор химии Лейпцигского университета.
Широко известен своими работами по никелю, индиго и прочим красителям.

## Биография
Был сыном Карла Годфрида Эрдмана, физиолога, который ввёл вакцинацию в Саксонии.
В 1820 году он поступил в медикохирургическую академию и в 1822 в Лейпцигский университет, где в 1827 году получил звание экстраординарного профессора, а в 1830 стал ординарным профессором химии. Этот пост он занимал до самой своей смерти, 9 октября 1869 года. У него был успешная преподавательская карьера и научная деятельность, в рамках которой под его руководством в 1843 году была организована лаборатория, на долгие годы задавшая одно из направлений работы учреждения. В качестве исследователя Эрдман получил наибольшую известность своими работами по изучению никеля, индиго и различных красителей. Совместно с R. F. Marchand (1813–1850) он также провёл ряд исследований по определению атомного веса элементов. В 1828 году совместно с A. F. G. Werther (1815–1869) он основал журнал о химии «fürr technische and ökonomische Chemie», который с 1934 года стал называться «Journal für praktische Chemie» («Журнал по практической химии»). Также он является автором трудов «Über das Nickel» (1827 год), «Lehrbuch der Chemie» (1828), «Grundriss der Waarenkunde» (1833) и «Über das Studium der Chemie» (1861).